# Brachodidae
Brachodidae sind eine Familie tagaktiver Klein-Schmetterlinge (Nachtfalter). Die etwa 140 Arten sind über den größten Teil der Welt verbreitet.

## Merkmale
Die Falter sind klein bis mittelgroß, mit einer Vorderflügellänge von etwa 5 bis 14 Millimeter, sie sind vorwiegend tagaktiv. Eine Gemeinsamkeit ist das Fehlen des Jordanschen Organs (Chaetosema). Fast immer sind zwei, meist auffallend große, Ocelli vorhanden, sie fehlen nur bei der neotropischen Gattung Hoplophractis (diese mit auffallend verkleinertem Kopf). Die Komplexaugen sind groß und unbeschuppt. Die Maxillarpalpen bestehen gewöhnlich aus drei Gliedern und sind klein, die Labialpalpen sind dreigliedrig, mit verlängertem, aber nicht gekrümmten zweiten Segment, sie sind meist kurz und werden nach oben gestreckt. Die Fühler der Männchen sind gekämmt, manchmal mit lamellenförmig verbreiterten Zähnen, während die Fühler der Weibchen meist fadenförmig sind, sie weisen keine Verdickungen auf. Vorderflügel besitzen oft eine Chorda (eine Querader im basalen Vorderflügel, die eine Areola genannte Zelle abtrennt), aber niemals ein Pterostigma. Ein Fleck aus dicht sitzenden kleinen Haaren (Mikrotricha), der Haftfleck oder Spinarea genannt wird, ist vorhanden, er fixiert die Flügel in Ruhelage. Die Cubital- und Medialadern des Vorderflügels sind normal ausgebildet, ihre Äste sind nicht teilweise vereinigt (gestielt). Die Färbung ist gewöhnlich in dunklen oder erdfarbenen Tönen gehalten mit geringer Zeichnung, oft mit metallisch schillernden Bändern oder Flecken. Im Ruhezustand sind die Flügel dachförmig über dem Abdomen gefaltet.
Die Brachodidae sind von den anderen Familien der Überfamilie vor allem durch das Fehlen von Merkmalen unterschieden und auf den ersten Blick kaum von anderen Kleinschmetterlingen unterscheidbar. Sie sind kleiner als die meisten Sesiidae und niemals, wie diese, in der Gestalt wespen-ähnlich mit unbeschuppten Flügelfeldern, außerdem fehlt ihnen der charakteristische Flügelkoppelungsmechanismus von diesen. Von den Castniidae unterscheiden, neben der meist geringeren Körpergröße und den schmaleren Flügeln, die am Ende (Apex) nicht verdickten Antennen.
Nur wenige Larven wurden bisher beschrieben.

## Taxonomie
Die Familie wurde früher Atychiidae Duponchel, 1843 genannt, Brachodidae ist ein Ersatzname dafür. Dies liegt daran, dass die Gattung Atychia Latreille, 1809, die Typusgattung der Familie Atychiidae, ein jüngeres Homonym von Atychia Ochsenheimer, 1808 ist (eine Gattung der Widderchen oder Zygaenidae, gilt heute als Synonym von Adscita Retzius, 1783). Nach den Regeln der Zoologischen Nomenklatur (Artikel 39) ist ein Familienname auf dieser Basis nicht zulässig. Die Familie, im heutigen Sinne, wurde Heppner und Duckworth im Jahre 1981 aufgestellt, Typusgattung ist Brachodes Guenée, 1845. Unter dem Namen Brachodinae hatte Ramón Agenjo Cecilia 1966 bereits eine Unterfamilie beschrieben, so dass der Name der Familie, nach den nomenklatorischen Regeln, ihm zugeschrieben wird. Die Brachodidae, im Sinne von Heppner und Duckworth, umfassen zwei Unterfamilien, Brachodinae und Phycodinae, die vorher nicht als nahe zueinander verwandt galten. Die Zusammengehörigkeit der Gruppen, und die Monophylie der Brachodinae, werden aber von einigen Taxonomen als unsicher angesehen. Im Jahr 1991 vermutete Joel Minet, das auch die monogenerische Unterfamilie Pseudocossinae (sie umfasst nur die Gattung Pseudocossus von Madagaskar) zu den Brachodidae gehören könnte., diese Vermutung hat sich später bestätigt.

## Gattungen
- Unterfamilie Brachodinae Agenjo, 1966[8]
  - Atractoceros Meyrick, 1936
  - Brachodes (Geschwänzte Schwärmer)[3]
  - Euthorybeta
  - Miscera
  - Saccocera Kallies, 2013
  - Synechodes
- Unterfamilie Phycodinae Rebel, 1907
  - Nigilgia
  - Paranigilgia Kallies, 1998
  - Phycodes (syn: Tegna)
  - Phycodopteryx Kallies, 2004
- Unterfamilie Pseudocossinae Heppner, 1984
  - Pseudocossus Kenrick, 1914

- Gattungen mit unklarer Zugehörigkeit
  - Hoplophractis
  - Sagalassa
  - Sisyroctenis